# The Best of Bob Dylan, Vol. 2
The Best of Bob Dylan, Vol. 2 — музична збірка американського автора-виконавця пісень Боба Ділана, видана 28 листопада 2000 року лейблом Columbia у Великій Британії, Новій Зеландії, Австралії та Канаді і є сиквелом збірки The Best of Bob Dylan. Пізніше платівка також була також представлена у Європі та Японії, однак так і не була видана у США.

## Список композицій
Автор музики і слів Боб Ділан (окрім зазначених окремо). 
| #   | Назва                                                                      | Тривалість |
| --- | -------------------------------------------------------------------------- | ---------- |
| 1.  | «Things Have Changed»                                                      | 5:10       |
| 2.  | «A Hard Rain's A-Gonna Fall»                                               | 6:50       |
| 3.  | «It Ain't Me Babe»                                                         | 3:33       |
| 4.  | «Subterranean Homesick Blues»                                              | 2:19       |
| 5.  | «Positively 4th Street»                                                    | 4:09       |
| 6.  | «Highway 61 Revisited»                                                     | 3:27       |
| 7.  | «Rainy Day Women #12 & 35»                                                 | 4:35       |
| 8.  | «I Want You»                                                               | 3:06       |
| 9.  | «I'll Be Your Baby Tonight»                                                | 2:40       |
| 10. | «Quinn the Eskimo (The Mighty Quinn)»                                      | 2:46       |
| 11. | «Simple Twist of Fate»                                                     | 4:18       |
| 12. | «Hurricane]» (Боб Ділан / Жак Леві)                                        | 8:33       |
| 13. | «Changing of the Guards»                                                   | 7:04       |
| 14. | «License to Kill»                                                          | 3:33       |
| 15. | «Silvio» (Боб Ділан / Роберт Хантер (текст))                               | 3:07       |
| 16. | «Dignity»                                                                  | 5:37       |
| 17. | «Not Dark Yet»                                                             | 6:27       |
| 18. | «Forever Young» (додаткова композиція японського видання, демо-запис 1973) |            |

| Додаткові композиції спеціального видання | Додаткові композиції спеціального видання | Додаткові композиції спеціального видання |
| #                                         | Назва                                     | Тривалість                                |
| ----------------------------------------- | ----------------------------------------- | ----------------------------------------- |
| 1.                                        | «Highlands (live версія)»                 | 4:11                                      |
| 2.                                        | «Blowin' in the Wind (live версія)»       | 7:08                                      |